# 容谢尔
容谢尔（法語：Jonchères，法語發音：[ʒɔ̃ʃɛʁ]）是法国德龙省的一个市镇，属于迪镇区。

## 地理
容谢尔（44°34'19"N, 5°24'19"E）面积16.68 平方千米，位于法国奥弗涅-罗讷-阿尔卑斯大区德龙省，该省份为法国东南部内陆省份，北起顺时针与伊泽尔省、上阿尔卑斯省、上普罗旺斯阿尔卑斯省、沃克吕兹省和阿尔代什省接壤。
与容谢尔接壤的市镇（或旧市镇、城区）包括：欧斯隆、迪瓦地区博蒙、迪瓦地区贝勒加德、沙朗孔、拉莫特沙朗孔、普瓦奥尔、沃尔旺。

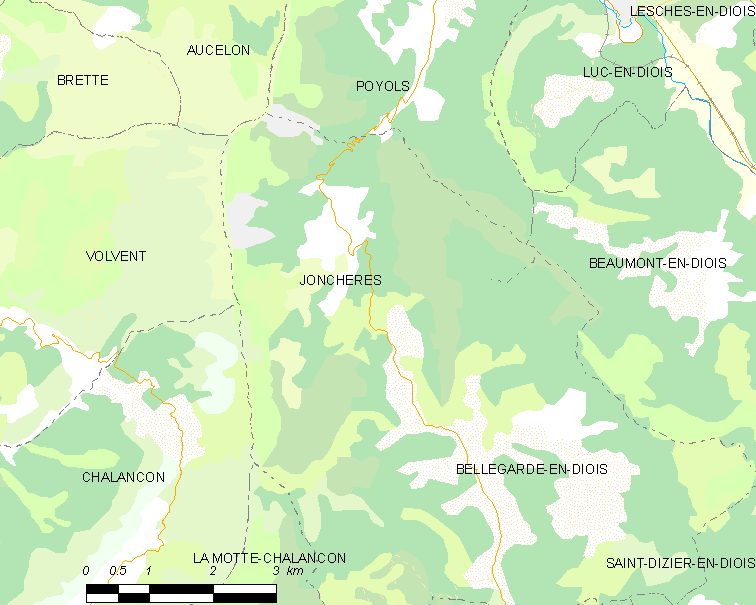
容谢尔的OSM定位图

容谢尔的时区为UTC+01:00、UTC+02:00（夏令时）。

## 行政
容谢尔的邮政编码为26310，INSEE市镇编码为26152。

## 政治
容谢尔所属的省级选区为迪瓦县。

## 人口

1962-2008年间容谢尔人口变化图示

容谢尔于2022年1月1日时的人口数量为26人。